# Ka-Ha-Si
Na mitologia inuit, Ka-Ha-Si era um menino inuit preguiçoso evitado pela sua tribo pela sua constante preguiça. Em um sonho, uma voz disse para economizar a comida da tribo, pois uma escassez viria, e ninguém acharia mais manadas de caribus para caçarem. Ka-Ha-Si enganou um grupo de morsas para se matarem umas às outras, mas a sua fama de salvar a tribo foi esquecida depressa. Ele ainda foi mais desprezado pela sua preguiça. Outro sonho ocorreu periodicamente e Ka-Ha-Si lutou com um gigante próximo do vilarejo de onde vivia, que havia matado vários homens da sua tribo. Ka-Ha-Si acabou se tornando o mais bem-respeitado xamã da mitologia inuit.